# Otto Fritz
Otto Fritz (3. srpna 1865 Prešpurk – 11.nebo 12. dubna 1915 Karlovy Vary) byl rakouský podnikatel a politik německé národnosti z Čech, poslanec Českého zemského sněmu a předseda Říšského svazu hostinských a výčepních.

## Biografie
Byl katolického vyznání. Žil v Karlových Varech v čp. 450. Působil jako měšťan a hostinský v Karlových Varech. Byl činný v organizacích sdružujících hostinské a kavárníky, a to na komunální, zemské i celostátní úrovni. Byl kavárníkem. Zastával funkci prezidenta Říšského svazu hostinských a výčepních (Reichsverband der Gast- und Schankwirte, též Reichsverband der Gastwirte) a prezidenta Západočeského svazu kavárníků. Vedl list Gastwirtezeitung. Angažoval se ve vyjednáváních okolo zavedení zemské pivní přirážky.
Zapojil se i do vysoké politiky. V zemských volbách roku 1908 byl zvolen na Český zemský sněm, kde zastupoval kurii venkovských obcí, obvod Kraslice. Uváděl se tehdy jako kandidát Německé radikální strany, stoupenec Karla Hermanna Wolfa.
Zemřel v dubnu 1915 na zápal plic. Bylo mu 49 let.